# Veldwezelt
Veldwezelt est une section de la commune belge de Lanaken située en Région flamande dans la province de Limbourg. C'était une commune à part entière avant la fusion des communes de 1977.

## Toponymie
Veldwezelt est mentionné pour la première fois en 1157 sous la forme de Wiosello.

## Démographie

### Évolution démographique
- Sources : INS, Rem. : 1831 jusqu'en 1970 = recensements, 1976 = nombre d'habitants au 31 décembre[3].

## Patrimoine
- Site archéologique Veldwezelt-Hezerwater